# Stacey Dash
Stacey Lauretta Dash (Bronx, 20 de enero de 1967) es una actriz y presentadora de televisión estadounidense, reconocida por su papel como Dionne Marie Davenport en la película de 1995 Clueless y en la serie de televisión del mismo nombre. También actuó en películas como Moving, Mo' Money, Renaissance Man y View from the Top. En televisión ha aparecido en populares series como CSI: Crime Scene Investigation, Single Ladies y Celebrity Circus. Además, se le puede ver en los vídeoclips de las canciones "Emotional" de Carl Thomas y "All Falls Down" de Kanye West.

## Primeros años
Nacida en el barrio del Bronx de la ciudad de Nueva York, Dash es de ascendencia afroamericana y mexicana. Es hija de Dennis Dash y Linda Dash (de soltera López). Dash tiene un padrastro, Cecil Holmes, y un hermano menor, Darien Dash, que es el fundador de DME Interactive, la primera empresa de sitios web dirigida por afroamericanos que cotiza en bolsa. Su primo hermano es Damon Dash, ex director ejecutivo y cofundador de Roc-A-Fella Records. Dash asistió a la Paramus High School, graduándose en 1985.

## Carrera
Dash hizo su primera aparición en televisión en el episodio piloto de la serie de drama criminal de la NBC Farrell: For the People, protagonizada por Valerie Harper y Ed O'Neill en 1982, y fue cancelada tras ese único episodio. Su primera aparición notable fue como Michelle en el episodio de The Cosby Show "Denise's Friend", de 1985. El primer papel sustancial de Dash en televisión fue en la serie TV 101, en 1988. La serie fue cancelada después de 13 episodios. El primer papel importante de Dash en una película fue en la comedia Moving, de Richard Pryor, también en 1988. Además, tuvo papeles importantes en Mo' Money y Renaissance Man durante este tiempo. En 1995, Dash interpretó a una "mujer fatal" en la película de bajo presupuesto Illegal in Blue. Recibió su gran oportunidad con la película de comedia adolescente Clueless, de 1995. Allí interpretó a Dionne Davenport, la mejor amiga de Cher (Alicia Silverstone) en la escuela secundaria, aunque la actriz ya tenía veintiocho años en ese momento En 1996, la película generó un spin-off televisivo del mismo nombre, en el que Dash repitió su papel de Dionne. La serie se desarrolló entre 1996 y 1999.
Después de que terminó la serie de televisión, apareció en View from the Top (2003) y en películas de menor presupuesto como Gang of Roses (2003) y Getting Played (2005). También ha aparecido en pequeños papeles como invitada en programas de televisión como Eve y CSI: Crime Scene Investigation. Dash interpretó a Vanessa Weir en la serie de televisión The Strip, que no tuvo éxito y fue cancelada después de varios episodios. En 2001, Dash apareció en un video musical de Carl Thomas para el sencillo "Emotional". En 2004, también apareció en un video musical de Kanye West, compañero de agencia de su primo Damon Dash, para el sencillo "All Falls Down". Dash posó desnuda en la edición de agosto de 2006 de Playboy. También en 2006, apareció en el video del cantante Marques Houston "Favorite Girl". En 2006, lanzó su propia línea de lencería, llamada Letters of Marque. En 2007, completó papeles de filmación en I Could Never Be Your Woman, Nora's Hair Salon II, Fashion Victim, Ghost Image y American Primitive. En 2008, participó de los filmes Phantom Punch, Secrets of a Hollywood Nurse y Close Quarters. Dash actuó en la serie de reality Celebrity Circus, también en 2008. Antes del estreno de la serie, sufrió una costilla rota mientras entrenaba. A pesar de la lesión, actuó en el trapecio bungee durante el estreno del programa y llegó hasta la final. Dash terminó en segundo lugar, detrás de Antonio Sabato Jr.
Dash apareció como un personaje recurrente en la serie de televisión The Game a principios de 2009. En 2011, protagonizó la primera temporada de la primera serie con guion de VH1, Single Ladies, interpretando a Valerie "Val" Stokes, descrita como una "chica buena que busca un buen hombre". El 31 de agosto de 2011 se informó que dejaría la serie para concentrarse en su familia. En 2012, interpretó a Lisa, la protagonista femenina de la película Dysfunctional Friends. En 2012, Dash apareció en Funny or Die y en los avances y cortos de la transmisión de YouTube de su serie web Stacey Dash Is Normal. La serie se lanzó en 2013.
El 28 de mayo de 2014, Fox News anunció que Dash había sido contratada como colaboradora de "análisis y comentarios culturales". En la edición del 7 de diciembre de 2015 de Outnumbered, Dash hizo un comentario sobre el discurso del presidente Barack Obama sobre el terrorismo islámico, que había tenido lugar el día anterior, sugiriendo que al presidente "le importaba una mierda" el terrorismo. Debido a este comentario, la cadena la suspendió sin paga por dos semanas. En 2016, Dash recibió críticas cuando argumentó que los premios BET le mintieron a la gente negra sobre las noticias sobre el boicot a los Óscar debido a la falta de diversidad étnica, y pidió el fin del Mes de la Historia Negra. Hizo una breve aparición en los Premios Óscar de 2015, repitiendo este sentimiento. Además, criticó el discurso de Jesse Williams en los premios BET. El 21 de enero de 2017, Fox News anunció que el contrato de Dash no sería renovado.

## Política

Dash en 2013

Dash votó por Barack Obama en las elecciones presidenciales estadounidenses de 2008. En 2012, cambió su afiliación partidista de demócrata a republicana y respaldó al candidato presidencial republicano Mitt Romney. En respuesta a los comentarios críticos en línea que recibió por apoyar a Romney, Dash declaró que era su opinión y que no entendía las críticas. El candidato a vicepresidente Paul Ryan agradeció a Dash por apoyar su boleta.
Desde las elecciones de 2012, Dash ha expresado públicamente sus opiniones políticas. En abril de 2013, criticó el viaje de los cantantes de hip hop Jay-Z y Beyoncé a Cuba. En 2016, con respecto al debate sobre el uso de baños específicos de género, dijo que los derechos de las personas transgénero "infringen [los suyos]". Dash escribe además un blog para Patheos.com. Dash apoyó al candidato republicano Donald Trump en las elecciones presidenciales de 2016.
El 26 de febrero de 2018, Dash presentó una solicitud para postularse para el 44° distrito del Congreso de California en las elecciones del Congreso de 2018 como republicana. Al unirse a la carrera, Dash dijo que quería "liberar a la gente de las cadenas de una mentalidad de plantación". Dash se retiró de la carrera por el Congreso el 30 de marzo de 2018.
El 11 de marzo de 2021, Dash declaró en una entrevista con el diario británico Daily Mail: "Ser partidario de Trump me ha puesto en una especie de caja a la que no pertenezco. Pero él no es el presidente. Le voy a dar una oportunidad al presidente que tenemos ahora mismo".

## Vida personal

### Relaciones e hijos
Dash tiene dos hijos. Tiene un hijo llamado Austin, nacido en 1991, de su relación con el cantante Christopher Williams, aunque hay rumores de que en realidad era hijo de Kermit Blackwood. Hay fotos de Blackwood posando con Austin Dash, donde lo describe como su hijo biológico. Se casó con el productor Brian Lovell el 16 de julio de 1999, y se divorciaron a mediados de la década de 2000. De 2005 a 2006, Dash estuvo casada con el ejecutivo británico James Maby, director ejecutivo de Sports Logistics. Diferentes fuentes dicen que el padre de la hija de Dash, Lola (nacida en 2003), es Lovell o Maby. Dash se casó con el actor Emmanuel Xeureb en 2007 o 2009, solicitó el divorcio en enero de 2010 y se finalizó en septiembre de 2011. Dash se casó con el abogado Jeffrey Marty el 6 de abril de 2018 en Florida. Dijo que conoció a Marty diez días antes de la boda. Además de sus dos hijos, Dash es madrastra de tres de los hijos de Marty. En abril de 2020, Dash anunció que ella y Marty se habían separado. A mediados de junio de 2020, la pareja solicitó el divorcio.

### Traumas, drogas, armas y problemas legales
Dash ha hablado abiertamente sobre traumas pasados en su vida personal. En varias ocasiones ha revelado que fue abusada sexualmente cuando era niña por un amigo de la familia, que era adicta a la cocaína en su adolescencia y durante sus veinte años, y tiene un historial de estar con parejas física y emocionalmente abusivas. Dash ha atribuido su franqueza con estos temas a su deseo de ser honesta con sus hijos, sintiendo que ser honesta es la mejor manera de protegerlos y hacerles saber a ellos y a otros que ella no es una víctima sino una sobreviviente. Ella apoya el derecho a poseer y portar armas, y acredita que el uso de un arma le salvó la vida después de haber sido agredida sexualmente a punta de pistola por un exnovio, porque pudo recuperar su propia arma, un revólver .22, y disparar contra él, haciendo que huyera.
Dash fue arrestada el 29 de septiembre de 2019 en su apartamento en el condado de Pasco, Florida, por un cargo de agresión doméstica después de una discusión con su esposo, Jeffrey Marty. Ella se declaró inocente, y el caso fue abandonado el 3 de octubre de ese año a pedido de Marty, quien dijo que Dash había sido arrestada por su objeción. En junio de 2020, Dash solicitó el divorcio de Marty. En octubre de 2021, Dash habló sobre su adicción al Vicodin en The Dr. Oz Show y afirmó que llevaba cinco años sobria.

### Religión
Dash fue criada como católica y reclamó la religión en 2012 y 2013.

## Filmografía

### Cine
| Año  | Título                           | Rol                      | Notas           |
| ---- | -------------------------------- | ------------------------ | --------------- |
| 1987 | Enemy Territory                  | Antoinette "Toni" Briggs |                 |
| 1988 | Moving                           | Casey Pear               |                 |
| 1989 | Tennessee Waltz                  | Minnie                   |                 |
| 1992 | Mo' Money                        | Amber Evans              |                 |
| 1994 | Renaissance Man                  | Miranda Myers            |                 |
| 1995 | Clueless                         | Dionne Davenport         |                 |
| 1995 | Illegal in Blue                  | Kari Truitt              | Directa a video |
| 1997 | Cold Around the Heart            | Bec Rosenberg            |                 |
| 1999 | Personals                        | Leah                     |                 |
| 2001 | The Painting                     | Hallie Gilmore           |                 |
| 2002 | Paper Soldiers                   | Tamika                   |                 |
| 2003 | View from the Top                | Angela Samona            |                 |
| 2003 | Gang of Roses                    | Kim                      |                 |
| 2003 | Ride or Die                      | Real Venus               |                 |
| 2004 | All Falls Down                   |                          | Video           |
| 2005 | Lethal Eviction                  | Amanda Winters           |                 |
| 2007 | I Could Never Be Your Woman      | Brianna Minx             |                 |
| 2007 | Ghost Image                      | Alicia Saunders          |                 |
| 2008 | Christmas Break                  |                          | Cortometraje    |
| 2008 | Nora's Hair Salon 2: A Cut Above | Simone                   |                 |
| 2008 | Fashion Victim                   | Cara Wheeler             |                 |
| 2008 | Phantom Punch                    | Geraldine Liston         |                 |
| 2009 | Wild About Harry                 | Joy Crowley              |                 |
| 2009 | Chrome Angels                    | Lady                     |                 |
| 2012 | Dysfunctional Friends            | Lisa                     |                 |
| 2012 | House Arrest                     | Chanel                   |                 |
| 2013 | Blue Butterflies                 | Faith                    | Cortometraje    |
| 2014 | Lap Dance                        | Dra. Annie Jones         |                 |
| 2015 | Patient Killer                   | Nancy Peck               |                 |
| 2016 | The Thinning                     | Kendra Birch             |                 |
| 2018 | Honor Up                         | Tara                     |                 |
| 2018 | The Dawn                         | Sister Ella              |                 |
| 2020 | Roe v. Wade                      | Mildred Jefferson        |                 |

### Televisión
| Año        | Título                         | Rol                  | Notas                                        |
| ---------- | ------------------------------ | -------------------- | -------------------------------------------- |
| 1982       | Farrell for the People         | Denise Grey          |                                              |
| 1985       | The Cosby Show                 | Michelle             | Episodio: "Denise's Friend"                  |
| 1988       | St. Elsewhere                  | Penny Franks         | 4 episodios                                  |
| 1988–1989  | TV 101                         | Monique              | 13 episodios                                 |
| 1994       | The Fresh Prince of Bel-Air    | Michelle Michaels    | Episodio: "When You Hit Upon a Star"         |
| 1996–1999  | Clueless                       | Dionne Davenport     | 62 episodios                                 |
| 1999–2000  | The Strip                      | Vanessa Weir         | 10 episodios                                 |
| 2001       | Going to California            | Janie                | Episodio: "A Pirate Looks at 15 to 20"       |
| 2001       | Men, Women & Dogs              | Meg                  | Episodio: "Pilot"                            |
| 2001       | CSI: Crime Scene Investigation | Amy Young            | Episodio: "Slaves of Las Vegas"              |
| 2003       | Eve                            | Corryn               | Episodio: "The Ex Factor"                    |
| 2005       | Duck Dodgers                   | Paprika Solo         | Episodio: "Diamond Boogie/Corporate Pigfall" |
| 2006       | Getting Played                 | Emily                |                                              |
| 2008       | American Dad!                  | Janet Lewis          | Episodio: "Escape from Pearl Bailey"         |
| 2008       | Secrets of a Hollywood Nurse   | Reportera            |                                              |
| 2009, 2011 | The Game                       | Camille Rose         | 5 episodios                                  |
| 2011       | Single Ladies                  | Valerie "Val" Stokes | 11 episodios                                 |
| 2013       | The Exes                       | Dana                 | Episodio: "Trading Places"                   |
| 2014–2017  | Outnumbered                    | Ella misma           | Comentarista                                 |
| 2015       | Cloudy with a Chance of Love   | Kelly                |                                              |
| 2016       | Sharknado: The 4th Awakens     | Alcalde de Chicago   |                                              |
| 2016       | Hell's Kitchen                 | Ella misma           | Episodio: "10 Chefs Compete Again"           |
| 2016       | The Eric Andre Show            | Ella misma           | Episodio: "Stacey Dash; Jack McBrayer"       |